# Iwakura-Mission
Iwakura-Mission (jap. 岩倉使節団 Iwakura shisetsudan) ist der Name einer von 1871 bis 1873 dauernden Reise einer Gruppe unter der Leitung von Iwakura Tomomi aus hochrangigen japanischen Politikern und Gelehrten sowie Studenten nach Nordamerika und Europa.
In den letzten Jahren des Shogunats waren dem japanischen Staat verschiedene Ungleiche Verträge durch die USA, Großbritannien und weitere europäische Staaten aufgenötigt worden. Da die Revision dieser Verträge anstand, beabsichtigte nun die neue Regierung, diese Verträge mit diplomatischen Mitteln aufzukündigen.
Ein weiteres Ziel dieser Reise war die Erkundung der europäischen Staaten, ihrer Staatsform, der Politik, Gesellschaft, Wirtschaft und Technologie. Die Erkenntnisse, die auf dieser Mission gewonnen wurden, spielten für die Entwicklung des modernen japanischen Staates eine entscheidende Rolle.
Ein bedeutender Initiator war der niederländische Missionar Guido Verbeck.

## Hintergrund der Reise
Nachdem mehrere Reisen unter dem Shogunat (Die Takenouchi-Mission 1862 u. andere) stattgefunden hatten, entschloss sich die neue Regierung nach Abschaffung des Shogunats 1868, sich im Ausland vorzustellen, über die ungleichen Verträge zu verhandeln und sich ein Bild von der westlichen Welt zu verschaffen. Mit der Leitung wurde Fürst Iwakura Tomomi beauftragt, seine vier Stellvertreter waren wichtige Mitglieder der neuen Regierung. Das hochrangige Delegationsmitglied Itō Hirobumi war bereits 1863 als Student in Europa gewesen. Mit der Reise sollte der Erkenntnisgewinn, der aus früheren Aufenthalten hervorgegangen war, erweitert werden. Auch die in Japan ansässigen europäischen Missionare unterstützten die Reise, insbesondere 1869 der niederländische Missionar Guido Verbeck, der das Kultusministerium beriet und an verschiedenen Schulen tätig war. Verbeck spielte zusammen mit dem Beamten des Bildungsministeriums Tanaka Fujimaro bei der Planung der Reisestationen eine wesentliche Rolle.

## Mitglieder der Gesandtschaft

Die leitenden Mitglieder der Iwakura-Mission, in der Mitte befindet sich Iwakura Tomomi, dahinter von links nach rechts: Kido, Yamaguchi, Itō und Ōkubo. Das Foto wurde 1872 während des Aufenthaltes in London aufgenommen.

Neben bedeutenden Politikern wurde auch eine Anzahl von Gelehrten und Bediensteten mitgenommen. Die Gesamtzahl der Teilnehmer an der Iwakura-Mission belief sich auf 48 Personen. Es reisten 60 Studenten mit der Gesandtschaft, die zum Teil in den besuchten Ländern zurückgelassen wurden, um an Studiengängen und Ausbildungen in den fremden Ländern teilzunehmen. Fünf junge Frauen blieben in den Vereinigten Staaten.
Mitglieder der Iwakura-Mission waren u. a.
- Iwakura Tomomi, ehemaliger Außenminister, Leiter der Mission, Botschafter
- Ōkubo Toshimichi, Vizebotschafter, späterer Innenminister Japans
- Itō Hirobumi, Vizebotschafter, später Finanz- und erster Premierminister Japans
- Yamaguchi Naoyoshi, Vizebotschafter
- Kido Takayoshi, Vizebotschafter
- Tanaka Fujimaro, Kommissar für Bildung und Erziehung
- Nakae Chōmin, Justizminister, blieb in Frankreich, um das französische Staatssystem kennenzulernen. Später wurde er Journalist, Philosoph und Übersetzer und brachte unter anderem die Schriften von Jean-Jacques Rousseau nach Japan.
- Kume Kunitake, Chronist und Historiker
- Kaneko Kentarō blieb als Student in den USA und traf dort an der Universität auf Theodore Roosevelt. Der Kontakt zwischen beiden wurde aufrechterhalten. Kaneko konnte Roosevelt am Ende des Russisch-Japanischen Krieges dazu bewegen, als Vermittler zwischen den Kriegsparteien aufzutreten, was zum Abschluss des Vertrags von Portsmouth führte.
- die damals siebenjährige Tsuda Umeko, die nach ihrer Rückkehr 1900 das in Japan berühmte, später nach ihr benannte Tsuda College gründete.
- Ōyama Sutematsu, erste Japanerin, die in den USA einen College-Abschluss erhielt

## Verlauf
Ende Dezember 1871 verließ die Gesandtschaft die Hauptstadt Tokio. Erster Aufenthaltsort war San Francisco. Die Mission durchquerte mit der transkontinentalen Eisenbahn die USA, um in der Hauptstadt Washington diplomatische Gespräche mit dem Ziel der Revision der mit dem Togukawa-Shogunat geschlossenen ungleichen Verträge zu erwirken. In den Gesprächen mit dem US-Außenminister Hamilton Fish wollte die Mission die USA für eine Japankonferenz mit anderen westlichen Staaten gewinnen. Fish selbst suchte seinem Land Exklusivität in den diplomatischen und wirtschaftlichen Beziehungen zu sichern. Trotz anfänglich versöhnlicher Signale beider Seiten blieben die Verhandlungen ergebnislos. Die japanische Mission und die in Japan verbliebene Regierung verloren angesichts der gescheiterten Verhandlungen den Glauben an die Möglichkeit diplomatischer Erfolge. Die Mission selbst verfolgte nun vorrangig den Zweck der Beobachtung der entwickelten westlichen Länder, um den Reformkurs in Japan zu unterstützen. Die Delegation Iwakuras besichtigte am 20. Juni 1872 die Springfield-Werke. Weiterhin wurde den Japanern die Wirkungsweise des Gatling-Maschinengewehrs vorgeführt. Von Washington, D.C. aus verließen die Japaner die USA und fuhren per Schiff in Richtung England.
Ab dem 17. August 1872 verbrachte die Gesandtschaft insgesamt 122 Tage in Großbritannien. Dies war der längste Aufenthalt, den die Japaner auf ihrer Weltreise in einem europäischen Land hatten. Sie unternahmen Abstecher in die Midlands, Nordengland und Schottland, hielten sich aber über die Hälfte der Zeit in London auf. Zu diesem Zeitpunkt hielten sich bereits über 100 japanische Studenten in Großbritannien auf, die ihren Wohnsitz hauptsächlich in der Umgebung Londons hatten. Sie trugen wesentlich dazu bei, dass der durch Kume Kunitake erstellte Erkundungsbericht dieser Mission der bis dahin mit Abstand umfangreichste japanische Bericht über Großbritannien wurde. Da dieses Land zum damaligen Zeitpunkt die wirtschaftliche und politische Führungsmacht der Welt war, hatte dieser Aufenthalt besonderen Einfluss auf die Gestaltung des japanischen Staates. Zwischen beiden Ländern entwickelten sich intensive wirtschaftliche Beziehungen. So exportierte Großbritanniens Stahlindustrie neben einer großen Menge anderer Erzeugnisse über 1000 Lokomotiven in den Jahren von 1871 bis 1911 nach Japan. Außerdem wurden Verträge über den Bau von Kriegsschiffen für die japanische Marine abgeschlossen. Die Rücknahme der ungleichen Verträge gelang jedoch nicht, dies geschah erst 1894 mit dem „englisch-japanischen Vertrag über Handel und Navigation“.
Am 16. Dezember 1872 verließ die Gesandtschaft London in Richtung Paris. Die Gesandtschaft besichtigte Frankreich im Januar 1873, welches mit der Aufarbeitung der Niederlage im Deutsch-Französischen Krieg belastet war. Aus Frankreich führte der Weg der Japaner über Belgien in die Niederlande. Die diplomatischen Beziehungen mit den Niederlanden waren die einzigen, die während der Edo-Zeit nicht abgebrochen wurden, auch wenn der Handel auf die kleine Insel Dejima im Hafen von Nagasaki beschränkt blieb. Die Niederlande wurde in den 1860er Jahren und am Beginn der Meiji-Restauration durch den Diplomaten Dirk de Graeff van Polsbroek vertreten, der zurück in seiner Heimat auch die Iwakura-Mission begleitete.
Im März besuchten die Japaner das Deutsche Reich. Das preußische Militärwesen, das aus dem Deutsch-Französischen Krieg siegreich hervorging, sollte für die Entwicklung der japanischen Armee zum Vorbild werden. Es wurden die Werke von Krupp in Essen und das Gefängnis Moabit in Berlin besucht. Itō Hirobumi wurde besonders von der autoritären preußischen Staatsform beeindruckt, die, wie in Japan gewünscht, einen starken Kaiser vorsah. Von Berlin aus ging es weiter nach Sankt Petersburg.
Vom 18. bis 23. April bereiste die Gruppe Dänemark und besuchte unter anderem das Dänische Nationalmuseum. Danach reiste sie für eine Woche nach Schweden.
Über München führte die Reise weiter nach Österreich-Ungarn. In Wien besuchten die Gruppe im Juni 1873 die dort vom 1. Mai bis zum 2. November stattfindende fünfte Weltausstellung. Am 19. Juni 1873 reisten die Japaner schließlich von Lindau über den Bodensee nach Romanshorn in die Schweiz. Hier wurde als besonders positiv empfunden, dass trotz des Fehlens von Rohstoffen in den Städten eine Schwerindustrie aufgebaut wurde.
Am 15. Juli 1873 verließ die Delegation schließlich die Schweiz und kehrte nach Japan zurück. Die Rückreise verlief durch Ägypten, Aden, Ceylon, Singapur, Saigon, Hongkong und Shanghai. Die Aufenthalte an diesen Orten waren jedoch viel kürzer als die in Europa oder Amerika. Am 13. September 1873 war die Iwakura-Mission nach Japan zurückgekehrt, fast ein Jahr später als geplant.

## Ergebnisse
Das Ziel der Iwakura-Mission, neue Erkenntnisse über die westlichen Staaten zu sammeln, wurde voll und ganz erreicht. Entscheidende Umwälzungen in Japan hatten bereits vor der Abreise der Mission stattgefunden, die Auflösung des Shogunats 1867, der Umzug des Kaisers nach Tokio 1868 und die Auflösung der Daimyate 1871.
Das Ziel war nun, einen Staat aufzubauen, der den europäischen Mächten ebenbürtig war. Etwa 5000 ausländische Berater (o-yatoi gaikokujin) wurden ins Land geholt, bevorzugt auf den Gebieten, in denen man das jeweilige Land als führend ansah. Diese halfen, ein Bildungssystem, Universitäten, ein Gesundheitswesen, das Militär, die Wirtschaft und das Rechtssystem nach europäischen Vorbildern aufzubauen. Deutsche waren vor allem in der Armee und in der Medizin tätig, Briten in der Flotte und im Eisenbahnbau und Franzosen im Zivilrecht.
Das zweite Ziel, die Aufkündigung von nachteiligen Verträgen zu erreichen, wurde jedoch verfehlt. Obwohl die Mission wegen dieser Bemühungen verlängert worden war und die Regierungsmitglieder in den Verhandlungen teilweise sogar ihre Kompetenzen überschritten, konnte keiner der Verträge aufgelöst werden. Die Verlängerung der Mission brachte den Botschaftern Ōkubo Toshimichi und Kido Takayoshi nach der Rückkehr viel Kritik ein. Ausgleichend wurden jedoch neue diplomatische und wirtschaftliche Beziehungen geknüpft, die für den Aufschwung Japans in den folgenden Jahrzehnten von Vorteil waren.

## Geschichtliche Bedeutung
Die auf der Iwakura-Mission gewonnenen Eindrücke sowie die entstandenen diplomatischen und wirtschaftlichen Beziehungen waren bestimmend für die rasche Entwicklung Japans zu einer imperialistischen Großmacht bis zum Anfang des 20. Jahrhunderts. Besonders hervorzuheben sind dabei der wirtschaftliche Einfluss Großbritanniens sowie der politische und militärische Einfluss Preußens.